# Finland i olympiska vinterspelen 1976
Finland deltog i olympiska vinterspelen 1976.Truppen bestod av 47 idrottare, 38 män och 9 kvinnor.

## Medaljer

### Guld
- Längdskidåkning
  - Herrar 4 x 10 km stafett: Arto Koivisto, Juha Mieto, Matti Pitkänen, Pertti Teurajärvi
  - Damer 5 km: Helena Takalo

### Silver
- Skidskytte
  - Herrar 20 km: Heikki Ikola
  - Herrar 4 x 7,5 km stafett: Henrik Flöjt, Heikki Ikola, Esko Saira, Juhani Suutarinen
- Längdskidåkning
  - Damer 10 km: Helena Takalo
  - Damer 4 x 5 km stafett: Marjatta Kajosmaa, Hilkka Riihivuori, Liisa Suihkonen, Helena Takalo

### Brons
- Längdskidåkning
  - Herrar 15 km: Arto Koivisto